# Cantone di Arajuno
Il cantone di Arajuno è un cantone dell'Ecuador che si trova nella provincia del Pastaza.
Il capoluogo del cantone è Arajuno.